# Juan Carlos Domecq Fortuondo
Juan Carlos Domecq Fortuondo, född 10 juni 1950, är en kubansk basketspelare som tog tog OS-brons 1972 i München. Detta var Kubas första tillika enda OS-medalj i basket.